# Andrea Vargas
Andrea Carolina Vargas Mena (Santiago, Puriscal, 28 de maio de 1996) é uma atleta costarricense. O seu especialidad é a prova de 100 m valas, e em sua corrida desportiva tem conseguido medalhas de ouro em Jogos Pan-Americanos –a primeira para uma mulher costarricense no atletismo– e também em Jogos Centro-americanos e das Caraíbas e o campeonato iberoamericano. Tem uma participação no campeonato do mundo (Doha 2019) na que se localizou no quinto posto da final da prova.